# Tessy-sur-Vire
Tessy-sur-Vire és un municipi francès situat al departament de la Manche i a la regió de Normandia. L'any 2007 tenia 1.496 habitants.

## Demografia

### Població
El 2007 la població de fet de Tessy-sur-Vire era de 1.496 persones. Hi havia 642 famílies de les quals 219 eren unipersonals (89 homes vivint sols i 130 dones vivint soles), 203 parelles sense fills, 179 parelles amb fills i 41 famílies monoparentals amb fills.
La població ha evolucionat segons el següent gràfic:
Habitants censats

### Habitatges
El 2007 hi havia 751 habitatges, 655 eren l'habitatge principal de la família, 41 eren segones residències i 55 estaven desocupats. 647 eren cases i 99 eren apartaments. Dels 655 habitatges principals, 322 estaven ocupats pels seus propietaris, 318 estaven llogats i ocupats pels llogaters i 15 estaven cedits a títol gratuït; 4 tenien una cambra, 67 en tenien dues, 140 en tenien tres, 197 en tenien quatre i 247 en tenien cinc o més. 481 habitatges disposaven pel capbaix d'una plaça de pàrquing. A 339 habitatges hi havia un automòbil i a 209 n'hi havia dos o més.

### Piràmide de població
La piràmide de població per edats i sexe el 2009 era:
| Homes | Edats   | Dones |
| ----- | ------- | ----- |
| 0     | 95 o +  | 4     |
| 4     | 90 a 94 | 24    |
| 8     | 85 a 89 | 32    |
| 20    | 80 a 84 | 32    |
| 28    | 75 a 79 | 68    |
| 56    | 70 a 74 | 40    |
| 48    | 65 a 69 | 56    |
| 24    | 60 a 64 | 28    |
| 44    | 55 a 59 | 16    |
| 28    | 50 a 54 | 60    |
| 40    | 45 a 49 | 40    |
| 36    | 40 a 44 | 36    |
| 44    | 35 a 39 | 36    |
| 48    | 30 a 34 | 40    |
| 64    | 25 a 29 | 48    |
| 28    | 20 a 24 | 40    |
| 48    | 15 a 19 | 48    |
| 28    | 10 a 14 | 32    |
| 48    | 5 a 9   | 64    |
| 52    | 0 a 4   | 40    |

## Economia
El 2007 la població en edat de treballar era de 822 persones, 603 eren actives i 219 eren inactives. De les 603 persones actives 551 estaven ocupades (310 homes i 241 dones) i 52 estaven aturades (20 homes i 32 dones). De les 219 persones inactives 84 estaven jubilades, 63 estaven estudiant i 72 estaven classificades com a «altres inactius».

### Ingressos
El 2009 a Tessy-sur-Vire hi havia 660 unitats fiscals que integraven 1.433 persones, la mediana anual d'ingressos fiscals per persona era de 15.842 €.

### Activitats econòmiques
Dels 84 establiments que hi havia el 2007, 3 eren d'empreses extractives, 3 d'empreses alimentàries, 2 d'empreses de fabricació de material elèctric, 3 d'empreses de fabricació d'altres productes industrials, 8 d'empreses de construcció, 21 d'empreses de comerç i reparació d'automòbils, 4 d'empreses de transport, 5 d'empreses d'hostatgeria i restauració, 2 d'empreses d'informació i comunicació, 10 d'empreses financeres, 2 d'empreses immobiliàries, 5 d'empreses de serveis, 10 d'entitats de l'administració pública i 6 d'empreses classificades com a «altres activitats de serveis».
Dels 20 establiments de servei als particulars que hi havia el 2009, 1 era una gendarmeria, 1 oficina de correu, 5 oficines bancàries, 1 funerària, 1 taller de reparació d'automòbils i de material agrícola, 1 autoescola, 3 guixaires pintors, 2 lampisteries, 1 electricista, 1 empresa de construcció, 2 perruqueries i 1 restaurant.
Dels 10 establiments comercials que hi havia el 2009, 2 eren botiges de menys de 120 m², 3 fleques, 2 carnisseries, 1 una llibreria, 1 una botiga de material de revestiment de parets i terra i 1 una joieria.
L'any 2000 a Tessy-sur-Vire hi havia 47 explotacions agrícoles que ocupaven un total de 1.512 hectàrees.

## Equipaments sanitaris i escolars
El 2009 hi havia 1 centre de salut, 1 farmàcia i 2 ambulàncies.
El 2009 hi havia 1 escola maternal i 2 escoles elementals. Tessy-sur-Vire disposava de 2 col·legis d'educació secundària amb 383 alumnes.

## Poblacions més properes
El següent diagrama mostra les poblacions més properes.